# Myriam Ould-Braham
Myriam Ould-Braham (Parigi, gennaio 1980) è una ballerina francese, danseuse étoile del balletto dell'Opéra di Parigi dal 2012 al 2024.

## Biografia
Nata a Parigi, Myriam Ould-Braham si è avvicinata alla danza ad Algeri, dove viveva con il padre. Dopo il ritorno in Francia ha cominciato a studiare danza nel 1993 e nel 1996 è stata ammessa alla scuola di danza dell'Opéra di Parigi.
Nel 1999 è stata scritturata nel corps de ballet del balletto dell'Opéra di Parigi, venendo poi promossa a coryphée nel 2002, a solista nel 2003 e ballerina principale nel 2006. Già prima di essere promossa a prima ballerina Ould-Braham aveva danzato ruoli da protagonista, tra cui Aurora ne La bella addormentata di Rudol'f Nureev nel 2004, mentre nel 2005 aveva vinto il Premio Positano Léonide Massine.
Il 18 giugno 2012 è stata proclamata danseuse étoile dopo una rappresentazione de La fille mal gardée di Frederick Ashton, in cui aveva danzato nel ruolo della protagonista Lise. Ha danzato molti dei grandi ruoli femminili del repertorio della compagnia, tra cui Claria ne Lo schiaccianoci, Kitri in Don Chisciotte, Odette/Odile ne Il lago dei cigni, Olga in Onegin, Nikiya e Manu ne La Bayadere, Henrietta in Rajmonda, Rosalind e Giulietta in Romeo e Giulietta, Swanilda in Coppélia, Calliope nell'Apollon Musagete e le eponime protagoniste ne La Sylphide e Paquita. Suoi partner abituali sulle scene sono stati Josua Hoffalt e Mathias Heymann. Come da tradizione per gli étoile dell'Opéra, dopo il compimento del quarantaduesimo compleanno ha lasciato la compagnia, danzando nel ruolo di Giselle il 18 maggio 2024. Due mesi più tardi ha esordito al Teatro alla Scala danzando nel ruolo dell'eponima protagonista nella Manon di Kenneth MacMillan, accanto al Des Grieux di Claudio Coviello.